# Trehøje (Vistoft Sogn)
 For alternative betydninger, se Trehøje. (Se også artikler, som begynder med Trehøje)
Trehøje er med sine 127 meters højde et populært udflugstmål med udsigt over havet til tre sider centralt beliggende i Nationalpark Mols Bjerge på Djursland. Tre store tætliggende bronzealderhøje har givet navn til området, der rummer en gruppe på i alt 22 gravhøje. Trehøje blev fredet så tidligt som i 1895, og er det mest besøgte og næsthøjeste udsigtspunkt i Mols Bjerge. Højest er Agri Baunehøj på 137 meter beliggende 3 km nord for Trehøje. Mols Bjerge ligger på det sydlige Djursland på Østkysten af Jylland ud mod Kattegat.
Fra toppen af Trehøje er der vid udsigt ned langs Jyllands kyst, til Samsø og Tunø, ned over Molslandet og ind over Djursland samt til Ebeltoft og øen Hjelm mod øst. Fra højene kan man også se ud over Knebel Vig, Begtrup Vig, Aarhusbugten, halvøen Helgenæs, Ebeltoft Vig og det sydlige Kattegat.
De tre bronzealderhøje er 5 - 6 meter høje, og er hver især opbygget af cirka 650.000 stykker stablet græstørv. Noget der svarer til afskrælning af græstørv fra et areal på 7 hektar per høj. Et enormt konstruktionsarbejde der indgår i skabelsen af de 60.000 bronzealderhøje, som er registreret i Danmark. Det er beregnet at der i ældre bronzealder 1800 - 1000 år før Kristi fødsel, blev bygget 100 - 150 gravhøje årligt. Noget der vidner om en stor fælles religiøs kult og åndelig stræben i en fjern før-kristen kultur.
Vegetationen i de vidstrakte åbne arealer omkring Trehøje er domineret af bølget bunke. Et spinkelt græs, der i juli, august danner en rødviolet bølgende flade, og i vinterperioderne står som gyldne flader i solen, afbrudt af spredte enebærbuske. Middelalderens højryggede agre kan ind i mellem anes som 8 - 15 meter brede buer i landskabet. De er opstået ved at middelalder-bønder år efter år har pløjet jorden ind mod midten af ageren. Formålet har formentlig været at skabe en markform, hvor vandet kan løbe væk fra ageren og ud til siderne.
Målrettet naturpleje er grundlaget for den karakter af åbent græsland, som Trehøje og den fredede del af Mols Bjerge har i dag. Her bliver skov, der ellers ville opstå af sig selv, holdt nede. Dels ved afgræsning med får, geder, kvæg og heste, alt efter de aftaler Naturstyrelsen opnår med ejerne af dyrene. Også aktiv fældning indgår i landskabsplejen af Mols Bjerge, herunder rydning af gamle plantager.
En udhungret overdrevsagtig landskabstype er et centralt mål for områdets naturpleje. Åbne udhungrede overdrev opstod af sig selv i middelalderen ved hård afgræsning og gentagen høhøst, kombineret med at gødning fra fjerntliggende gårde ikke er blevet tilbageført i samme omfang som der er blevet fjernet næringsstoffer fra jorden. I flere beskrivelser af landskabsdannelsen omkring Trehøje er det ikke nævnt, hvorvidt sand- og muldflugt i de vindomsuste og højtliggende områder har været med til at udhungre jorden, selv om dette er tilfældet i mange naboområder på Djursland.
Ideen med naturpleje, der favoriserer et sletteagtig landskab, er også at få det relativt regnfattige område i Mols Bjerge til at ligne de træløse sletter der opstod, da isen forsvandt efter sidste istid, inden Danmark sprang i skov. Formålet med denne lysåbne landskabstype er også at skabe levesteder for dyreliv, herunder insekter, der ikke ses så ofte andre steder i landet. Desuden er et åben skov- og kratfrit landskab besøgsvenligt for de mange gæster, der bruger området.